# Xabi Irureta
Xabier Iruretagoiena Arantzamendi (* 21. března 1986, Ondarroa, Bizkaia), známý i jako Xabi Irureta, je španělský fotbalový brankář baskického původu, momentálně hraje ve španělském klubu z Baskicka SD Eibar.